# 松本樓
35°40′25.54″N 139°45′20.64″E / 35.6737611°N 139.7557333°E
松本樓為位於日本東京都千代田區日比谷公園內一家法國餐廳，創立於1903年，有100年以上的歷史。現任店主小坂哲是孫中山的日籍友人梅屋莊吉之外孫女婿。
此樓曾於1971年11月19日第二次被燒毀，重建後，於1973年9月25日重新開幕。因此每年9月25日此餐廳會販售只賣10日元的咖哩飯限量1500份以茲紀念。
由於此樓與近代中國有歷史淵源，加以梅屋莊吉的後人保存許多孫中山在日本時的文物，所以海峽兩岸國共兩黨的不少政治人物訪問日本時常會安排參觀或在此樓用餐。

## 知名顧客
- 孫中山
- 日本首相福田康夫
- 中國國家主席胡錦濤
- 中國國民黨主席馬英九

## 外部連結
- （日語）松本樓 （页面存档备份，存于）
- （繁體中文）松本樓 - 昔日招待孫中山，今日宴請胡錦濤 （页面存档备份，存于），解放日報，2008年5月6日